# Napeogenes pacifica
Napeogenes pacifica är en fjärilsart som beskrevs av Krüger 1925. Napeogenes pacifica ingår i släktet Napeogenes och familjen praktfjärilar. Inga underarter finns listade i Catalogue of Life.